# 尼拿特·比高域
尼拿特·比高域（英語：Nenad Begović，1980年1月6日—），塞爾維亞足球運動員，司職中場，现今在塞爾維亞足球乙級聯賽貝爾格萊德區效力。

## 連結
- （俄文） Player page on the official Luch-Energiya website （页面存档备份，存于）
- （俄文） Player page on the official Russian Premier League website
- （德文） Player page on transfermarkt.de[永久]